# Teleférico de Guimarães

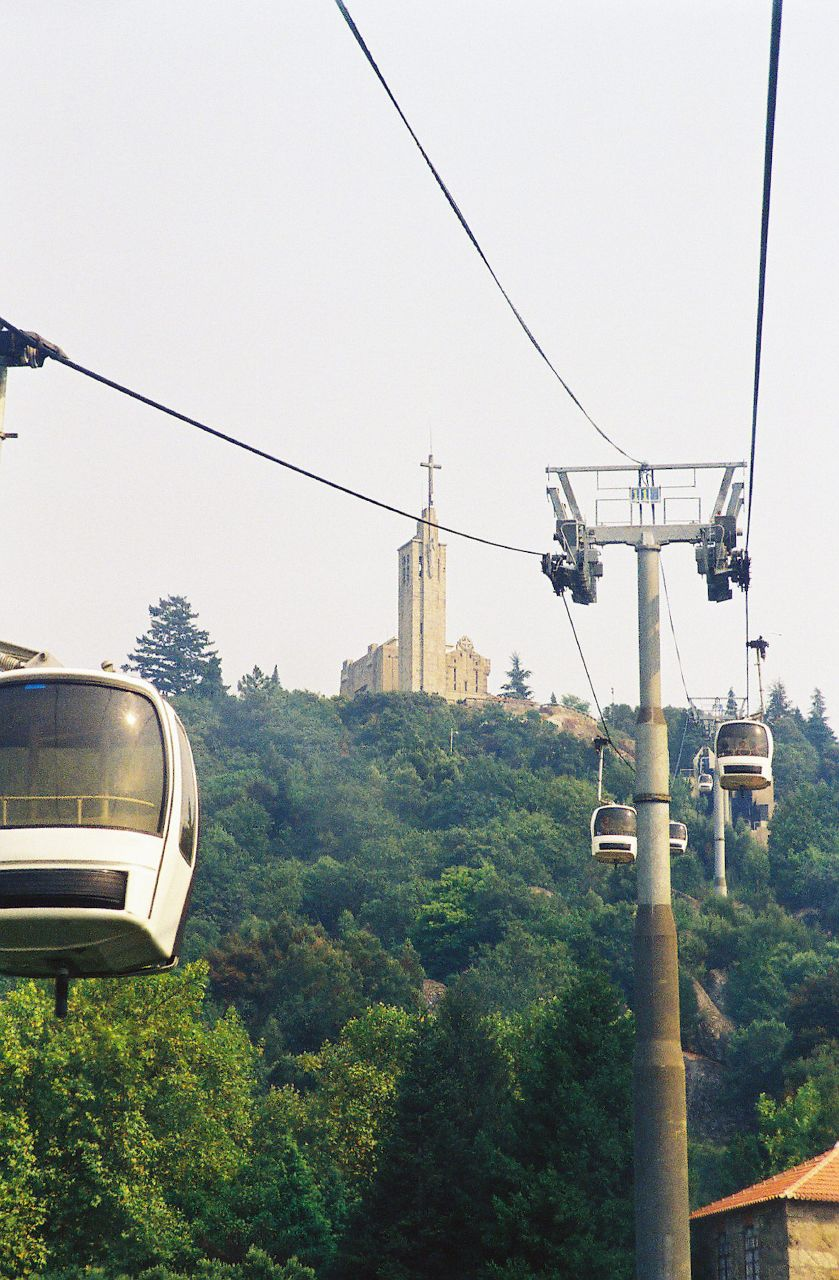
Vista do Santuário da Penha através do Teleférico.

O Teleférico de Guimarães, também conhecido como Teleférico da Penha, é um meio de transporte por cabo que liga a baixa da cidade de Guimarães ao alto do Monte da Penha. O serviço destinado maioritariamente para fins turísticos é explorado pela empresa Turipenha e foi o primeiro meio de transporte em suspensão posto a funcionar em Portugal, sendo inaugurado no dia 11 de Março de 1995.
O seu percurso de 1700 m vence uma altitude de 400 m, numa viagem com duração de 10 minutos. Do seu interior, pode-se observar a encosta da Penha e uma panorâmica do centro de Guimarães.
O teleférico está equipado com trinta e duas cabines de transporte de passageiros e com oito cabines destinadas ao transporte de bicicletas, apropriadas para os praticantes de BTT e downhill que usam as pistas que descem do topo da montanha até à cidade.
Este serviço realizou um total de 267 686 mil viagens em 2022. Este valor está próximo dos registos antes Covid-19 e revela um maior crescimento de uso por parte dos residentes onde até à pandemia era usado mais pelos turistas.